# Mladen Giunio Zorkin
Mladen Giunio Zorkin (Kotor, 20. travnja 1914. – 6. prosinca 2007.), hrvatski političar, iseljenički političar.
Najstariji od dvaju sinova Silvestra i Zorke. Rođen u Kotoru, odrastao u Splitu. S bratom Nenadom ostao je u kontaktu cijelog života. Na studiju je došao do doktorata rimskog i kanonskog prava na Sveučilištu u Zagrebu. Poslije studija pravničku praksu obavljao je u očevoj firmi do rata. Iz Hrvatske je jedva uspio pobjeći u Italiju 1943. godine usred rata. Pomagao je Saveznike u obavještajnim poslovima. Rutinski je poslovao u London gde je susreo svoju buduću suprugu Joy.
Poslije rata otputovao je u Sjevernu Ameriku na poziv Paula Martina da bi mogao poduzeti seriju predavanja u Kanadi i američkom Senatu. Joy ga je posjetila u Kanadi u uskoro su se vjenčali u Victoriji, BC 1947., a nastanili se u Nanaimu, Britanska Kolumbija. Radio je s nekretninanma i osiguranjem. Radom i odlučnošću stvorio je uvjete za svoju privatnu kompaniju, M.G. Zorkin & Co Ltd koja je odigrala važnu ulogu u razvitku Nanaima kakvog znamo danas. Bio je vizionar, čovjek ispred svog vremena. Jedan od njegovih poslovnih dosea je prvi shopping centar na Vancouver Islandu, Terminal Park, otvoren studenoga 1957. koji radi i 50 godina poslije. 1981. godine pokrenuo je projekt revitalizacije gradske jezgre (downtowna) koja je završena 16. kolovoza 1985., a Zorkin je dobio posebno priznanje što je inspirirao ovaj projekt.
Premda je pomagao Saveznike i otišao od ustaškog režima, brzo po dolasku u Kanadu suočio se s komunističkim optužbama. Godine 1948. optužio ga je drugi Hrvat Marko Vitkovich, rudar i ratni veteran, nazvao ga je "ustaškim vješateljem" i po iseljeničkim krugovima optuživao da pokušava organizirati jugoslavenske fašiste u Nanaimu, Chemainusu, Cumberlandu, Courtenayu i Port Albenayu. Pristaše kanadske Konzervativne stranke odmah su organizirali skupove potpore Giuniju Zorkinu diljem Islanda kao znak borbe protiv komunističke subverzije. Laburisti su stali na stranu Vitkovicha. Optužba je bila krak Hladnog rata. Nanaimska trgovinska komora je na naputak biznismena Stana Dakina razmatrala istragu komunističke infiltracije u Nanaimo, s obzirom na rudarski štrajk i spor s radnicima javne uprave koji su bili te iste godine.
Mnogo je bio aktivan u zajednici s Kolumbovim vitezovima, Malteškim vitezovima, Katoličkoj crkvi. Bio je predsjednik Kanadskog nekretninskog odbora. Nikad nije izgubio vezu s Hrvatskom. Strastveno je njegovao hrvatsku kulturu u Sjevernoj Americi, što je pokazao time što je bio uključen u mnoge kulturne događaje i u vođenju kanadskih organizacija HSS-a preko 40 godina. Predsjedavao je organizacijama koje su se odvojile od glavne struje HSS-a. 
Godine 1968. bio je kandidat Liberalne stranke Kanade na kanadskim saveznim izborima 25. lipnja 1968. u izbornoj jedinici Nanaimo—Cowichan-The Islands u Britanskoj Kolumbiji koji je osvojio 31,07% glasova. Pobijedio ga je kandidat Nove demokratske stranke Colin Cameron.
Bio je strastveni zaljubljenik u more. Na svojem brodu "The Dalmatian" godinama je s obitelji i prijateljima krstario po Zaljevskim otocima (Gulf Islands).
Umro je 12. listopada 2007. Iza njega su ostali supruga Joy s kojom je živio u braku 60 godina, brojna djeca, unuci i praunuci.

## Vanjske poveznice
- Multicultural Canada  Arhivirana inačica izvorne stranice od 12. kolovoza 2014. (Wayback Machine)
- Stranice Mladena Plečkog, višegodišnjeg dužnosnika HSS-a Kanade i Vancouvera  Arhivirana inačica izvorne stranice od 2. travnja 2015. (Wayback Machine) - 80 godina HSS-a Kanade
- Hrvatsko proljeće i dijaspora  Arhivirana inačica izvorne stranice od 16. prosinca 2013. (Wayback Machine)